# Antennella campanulaformis
Antennella campanulaformis is een hydroïdpoliep uit de familie Halopterididae. De poliep komt uit het geslacht Antennella. Antennella campanulaformis werd in 1909 voor het eerst wetenschappelijk beschreven door Mulder & Trebilcock. 